# Marcorosso
Marcorosso（マルコロッソ）は、大阪府大阪市出身のラッパー／リリシスト。日常の中にスピリチュアルな要素を取り込んだリリシズムが特徴的。

## 音楽性
ヒップホップを軸に、ジャズ、エレクトロ、アブストラクト、プログレッシブ・ロックなどをインスピレーションの源とし、独自の世界観と音楽性を生み出している。

## 経歴
- 2018年、GREEN ASSASSIN DOLLARが全トラックを手がけた1st Full ALBUM『THE SOLAR SYSTEM』を限定1,000枚のCDおよび配信リリースにて活動を開始
- 2019年、2ndアルバム『HUMANISM』を配信リリース
- 2020年、3rdアルバム『New Reflections』を配信リリース
- 2021年、4thアルバム『THE LAST STORY』を配信リリース
- 2022年、AHMSADとのユニット “BLCK HOLES” を結成し、1st Full ALBUM『MY BLCK HOPE』を配信リリース
- 2024年、LILZAMとの共同名義でEP『KNOW』を配信リリース

## ディスコグラフィ

### アルバム
- 2018年 – 『THE SOLAR SYSTEM』
- 2019年 – 『HUMANISM』
- 2020年 – 『New Reflections』
- 2021年 – 『THE LAST STORY』
- 2022年 – 『MY BLCK HOPE』（BLCK HOLES名義）
- 2024年 – 『KNOW』（Marcorosso & LILZAM）

### シングル
- 2018年 – 『Rainy in my mind』
- 2021年 – 『Time in Asia』
- 2021年 – 『Logical Thinking』
- 2022年 – 『BLANK (Remix)』
- 2022年 – 『Alive』
- 2022年 – 『MY BLCK HOPE』
- 2023年 – 『Emotion』
- 2023年 – 『MEMORY LANE』
- 2023年 – 『Nomary』
- 2023年 – 『We're talking about me』
- 2023年 – 『MARGIN』
- 2025年 – 『MIZU』
- 2025年 – 『STARDUST』

### 参加作品
- “Earthbound” – GYIYG
- “Fuzzy (feat. Marcorosso)” – ezo
- “Rude Monk (feat. Marcorosso)” – DJ ikipedia
- “Heart (feat. Marcorosso & French Antonio)” – DJ ikipedia
- …ほかも参加